# Zuurstofmasker

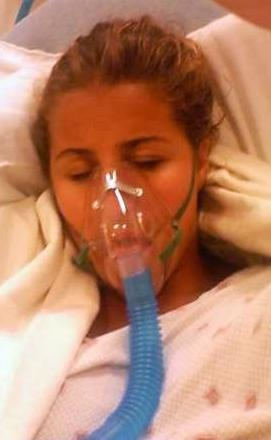
Een ziekenhuispatiënt met een plastic zuurstofmasker op.

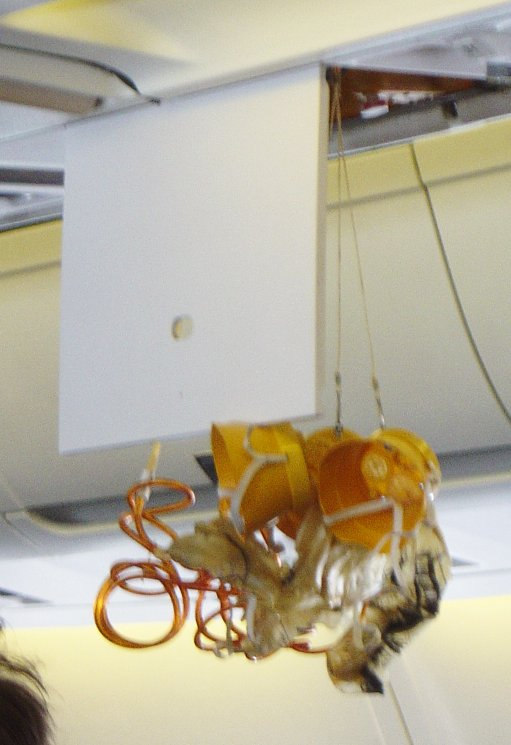
Zuurstofmaskers in een vliegtuig.

Een zuurstofmasker is een mond-neusmasker voor het inademen van zuurstof uit een opslagtank. Zuurstofmaskers kunnen zowel alleen mond en neus als het hele gezicht bedekken. Ze zijn vaak gemaakt van plastic, rubber of siliconen, afhankelijk van de situatie waarvoor ze gebruikt worden. De rubberen en siliconen exemplaren hebben het voordeel elastisch te zijn en daardoor goed aan te sluiten op het aangezicht. De plastic exemplaren zijn meestal stug.

## Gebruik

### Medisch
Zuurstofmaskers worden veelvuldig gebruikt in de medische zorg en ziekenhuizen, bijvoorbeeld voor het beademen van patiënten of zuurstoftherapie. Deze zuurstofmaskers zijn meestal van plastic of een ander goedkoop materiaal daar ze maar een keer worden gebruikt.
Met een gewoon zuurstofmasker dient men minimaal 5 liter en maximaal 10 liter zuurstof per minuut toe. Als er een reservoir aan het masker hangt, is dit minimaal 10 liter en maximaal 15 liter zuurstof per minuut. Als er minder zuurstof nodig is, kan gebruik worden gemaakt van een neusbril.

### Luchtvaart
Straaljagers en andere vliegtuigen die op grote hoogte vliegen zijn uitgerust met standaard zuurstofmaskers voor de piloot. Deze maskers zijn meestal van siliconen gemaakt. Deze zuurstofmaskers bevatten doorgaans ook een microfoon zodat communicatie via de radio mogelijk blijft als de piloot zijn masker draagt.
Vliegtuigen voor de commerciële luchtvaart zijn standaard uitgerust met zuurstofmaskers, die tevoorschijn komen indien de druk in het toestel wegvalt. Deze zijn bedoeld voor de bemanning en passagiers zodat normaal ademen mogelijk blijft. Meestal zijn er vier zuurstofmaskers boven een rij van drie stoelen, zodat er ook een masker is voor een kind dat op schoot zit en voor een stewardess die zich net in het gangpad bevindt. De passagiers krijgen bij vertrek een korte gebruiksinstructie. Wie met een kind reist, moet eerst zelf een zuurstofmasker voordoen en pas daarna het kind helpen - de volwassene mag immers niet bewusteloos raken voordat hij het kind geholpen heeft. De reservoirs van deze zuurstofmaskers bevatten voor circa 15 à 20 minuten zuurstof, voldoende tijd om naar een geringere vlieghoogte te dalen.
Bij vliegtuigen die niet op grote hoogten vliegen, zoals propellervliegtuigen, zijn er geen zuurstofmaskers omdat op de hoogten waar deze vliegen steeds voldoende druk is.

### Brandweer
De brandweer en andere hulpdiensten maken vaak gebruik van een zuurstofmasker in combinatie met een ademluchttoestel.

### Bergbeklimmers
Bergbeklimmers die zich op grote hoogte begeven (zoals de top van de Mount Everest) nemen vaak zuurstofmaskers en -tanks mee om goed te kunnen ademen op deze grote hoogte. Deze maskers moeten robuust zijn en bestand tegen de kou op grote hoogte.